# Englen og løven
|  | Denne artikel er oprettet af botten PalnaBot ud fra en ekstern database. Den kan derfor have sproglige fejl eller mangler. Denne skabelon kan fjernes efter kontrol af indholdet. |

Englen og løven er en eksperimentalfilm fra 1990 instrueret af Nikolai Østergaard efter manuskript af Nikolai Østergaard.

## Handling
En romantisk bagatel.